# Denzel Dumfries
Denzel Justus Morris Dumfries (nascut el 18 d'abril de 1996) és un futbolista professional neerlandès que juga com a lateral dret o carriler dret a l'Inter de Milà i a la selecció dels Països Baixos.
Dumfries va començar la seva carrera sènior el 2014 a l'Sparta Rotterdam, ajudant-los a aconseguir l'ascens a l'Eredivisie el 2016 com el Talent de l'Any de l'Eerste Divisie. El 2017, es va incorporar al Heerenveen, abans de passar al PSV l'any següent, i finalment es va convertir en el capità del club. El 2021, Dumfries es va unir a l'Inter de Milà de la Serie A, guanyant el títol de lliga en la seva tercera temporada.
Nascut als Països Baixos d'un pare arubà, Dumfries va representar inicialment Aruba a nivell internacional el 2014, abans de canviar la lleialtat als Països Baixos. Va fer el seu debut com a sènior el 2018 i va representar els Països Baixos a la UEFA Euro 2020, la Copa del Món de la FIFA 2022 i l'Eurocopa 2024.

## Primers anys
Denzel Justus Morris Dumfries va néixer el 18 d'abril de 1996 a Rhoon, Holanda del Sud, a uns 10 km de Rotterdam, d'un pare d'Aruba, Boris, i d'una mare surinamesa, Marleen. Els seus pares li van posar el nom de l'actor nord-americà Denzel Washington.
En créixer, Dumfries va dir que estava decidit a fer-ho com a futbolista professional, per la qual cosa va ser ridiculitzat i burlat pels seus companys, a causa de la seva manca d'habilitats tècniques en aquell moment. Però Dumfries va demostrar que els seus dubtadors s'equivocaven, dient en una entrevista a Voetbal International : "Sabia que em convertiria en un jugador de futbol professional i ho vaig dir a tothom: segur que arribaré a la selecció holandesa. Sabia que tots pensaven que això no tenia sentit. Però sempre ho he proclamat. La gent que no ho ha vist en mi només ha estat limitat en el temps, però s'haurien de mirar més enllà. Crec que tothom s'ha de mirar d'aquesta manera, no limitar-se a una persona petita. Has de mirar cap amunt, no cap avall, què puc aconseguir, quin és el meu potencial i com vaig saber exactament què havia de fer.

## Carrera de club

### Sparta Rotterdam
Com a nadiu de Rotterdam, Dumfries va començar la seva carrera futbolística a l'Spartaan '20 i va passar-hi dos anys abans de ser alliberat pel club perquè "No es considerava prou bo" i no li agradava gaire als companys i fins i tot als entrenadors. Poc després, Dumfries va fitxar pel VV Smitshoek, havent de "firmar per ell mateix" i va dir sobre el seu temps al club, que: "De jove ja podia anar a l'Spartaan'20, però això va ser difícil. Els meus pares sempre m'havien de portar, vaig haver d'esperar fins que hi pogués anar amb la meva pròpia bicicleta. Va costar una mica acostumar-s'hi. Smitshoek era un poble, això era a la ciutat. Havies de lluitar pel teu lloc, potser jo era una mica massa tímid entre tots aquells nois de ciutat. Potser et costa creure-ho ara, però era una mica tímid i reservat. Tots eren homes, nois durs." Quan va començar a jugar a futbol, Dumfries va jugar com a davanter abans de convertir-se en defensa. Dumfries va signar pel BVV Barendrecht amateur i va passar un any al club. En un moment, el Feyenoord va buscar el jugador, però el van rebutjar, afirmant que "no era prou bo".
L'any 2014 Dumfries va abandonar Barendrecht cap a l'Sparta Rotterdam. Després d'haver progressat amb el sistema juvenil del club en pocs mesos, va signar el seu primer contracte professional amb l'Sparta Rotterdam amb un contracte de diversos anys, mantenint-lo al club fins al 2017. Dumfries va fer el seu debut com a professional el 20 de febrer de 2015 contra el  FC Emmen, entrant com a substitut a la segona part, en una derrota per 2-1. Més tard va fer dues aparicions més a la temporada 2014-15, ambdues entrant com a substitut.
A l'inici de la temporada 2015-16, Dumfries va començar a la banqueta de suplents abans d'establir-se al primer equip, jugant en la posició de lateral dret i va ajudar l'Sparta Rotterdam a convertir-se en candidat a l'ascens a l'Eredivisie. El 7 de novembre de 2015, Dumfries va signar una pròrroga de contracte amb el club, mantenint-lo al club fins al 2019. Després va marcar el seu primer gol en la seva carrera professional, en una victòria per 5-2 contra el RKC Waalwijk el 18 de gener de 2016. Dumfries va començar a tots els partits, jugant en la posició de lateral dret, per ajudar el club a mantenir l'ascens a l'Eredivisie fins que va ser suspès per un partit per haver rebut cinc targetes grogues aquella temporada. Després de complir una sanció d'un partit, Dumfries va tornar a l'alineació titular contra l'Almere City el 14 de març de 2016, un partit que l'Sparta Rotterdam va perdre 1-0. Més tard va ajudar el club a vèncer el Jong Ajax per 3-1 l'11 d'abril de 2016 per confirmar el seu ascens a l'Eredivisie la temporada següent. Al llarg de la temporada 2015-16, l'actuació de Dumfries va portar als mitjans holandesos, anomenant-lo el millor jugador de la lliga. Per la seva actuació, va guanyar tant el premi al talent de l'any de l'Eerste Divisie com el toro de bronze. Al final de la temporada 2015-16, Dumfries va fer trenta-tres aparicions i va marcar una vegada en totes les competicions.
A l'inici de la temporada 2016-17, Dumfries va dir sobre la nova temporada: "Així que l'Eredivisie va venir a buscar-me en un bon moment. Vull seguir desenvolupant-me, així que és bo tenir rivals millors i més intel·ligents contra mi ara. M'obliguen a ser més intel·ligent a l'hora d'escollir els moments que puc trobar, però crec que ho vaig agafar força ràpidament". Va continuar consolidant-se al primer equip, jugant en la posició de lateral dret. No obstant això, Dumfries va rebre una targeta vermella per una segona amonestació, en un empat 1-1 contra l'AZ Alkmaar el 2 d'octubre de 2016. Després de complir una sanció d'un partit, va tornar a l'alineació titular, en una derrota per 1-0 contra el PSV Eindhoven el 22 d'octubre de 2016. Aleshores, Dumfries va marcar el seu primer gol a l'Eredivisie, en una derrota per 3-2 contra l'SBV Excelsior el 19 de novembre de 2016. Després de complir una suspensió d'un partit en el següent partit, va tornar a l'alineació titular, en una derrota per 6-1 contra el Feyenoord el 4 de desembre de 2016. Tanmateix, Dumfries es va trobar competint amb el nou fitxatge Janne Saksela per la posició de lateral dret. Com a resultat, va ser suplent a favor de Saksela en dos partits separats. Malgrat això, Dumfries va continuar recuperant el seu primer equip, jugant en la posició de lateral dret durant la resta de la temporada 2016-17. Més tard va ajudar l'Sparta Rotterdam a evitar el descens després que el club guanyés els dos últims partits de la temporada contra el FC Twente i el Go Ahead Eagles. Un mes després de deixar l'Sparta de Rotterdam, Dumfries va rebre un comiat abans del partit del club contra el PEC Zwolle, juntament amb els seus companys que també marxaven Mart Dijkstra, Rick Ketting i David Mendes da Silva.

### Heerenveen
L'octubre de 2016, Dumfries va declarar que volia deixar l'Sparta Rotterdam amb l'esperança de jugar a un nivell superior. L'estiu de 2017, Dumfries va fitxar pel Heerenveen per substituir Stefano Marzo, amb destinació a Bèlgica, i va signar un contracte de quatre anys amb el club.
Va debutar amb el Heerenveen, començant en el primer partit de la temporada contra el FC Groningen i va marcar dos gols, en un empat 3-3. Dumfries va marcar tres gols dues vegades contra l'ADO Den Haag i una contra el PSV Eindhoven el 26 d'agost de 2017 i el 10 de setembre de 2017 respectivament. Els dos partits van fer que el mitjà neerlandès Algemeen Dagblad el nomenés dins l'Equip de la Setmana. També va premiar el Talent del mes d'agost d'Eredivisie. Durant un partit contra el PSV Eindhoven, Dumfries va ser objecte d'atenció després que Jürgen Locadia l'escupís, cosa que va ser captada per la càmera, la qual cosa va portar a una investigació del comitè de la KNVB. Finalment, Locadia va ser perdonat pel comitè després que el jugador col·laborés en la investigació. Des que va debutar amb el club, ràpidament es va consolidar al primer equip, jugant en la posició de lateral dret. Les seves actuacions van impressionar als mitjans holandesos i Dumfries va ser nomenat dins l'Equip de la Setmana per l'Algemeen Dagblad almenys quatre vegades durant la temporada 2017-18. El 9 de desembre de 2017, va marcar el seu primer gol amb el Heerenveen, un cop de cap amb un primer empat, en un eventual empat 2-2 contra el VVV-Venlo. En un partit de lliga contra l'AZ Alkmaar el 23 de desembre de 2017, Dumfries va marcar un gol en pròpia porta per donar l'empat a l'equip contrari, que finalment el club va perdre per 3-1. Però va poder esmenar-se marcant el seu segon gol amb el Heerenveen, en una victòria per 2-1 contra el seu antic club, l'Sparta Rotterdam, el 26 de gener de 2018. Una setmana més tard, el 6 de febrer de 2018, Dumfries va marcar el seu tercer gol amb el club i va marcar un dels gols, en una derrota per 3-2 contra el PEC Zwolle. Després de complir una sanció d'un partit per haver rebut cinc targetes grogues aquella temporada, va tornar a l'alineació inicial contra Willem II i va marcar un gol, en una victòria per 2-0 el 3 de març de 2018. En el partit d'anada dels playoffs de la lliga pel lloc de la UEFA Europa League contra el FC Utrecht, Dumfries va marcar el seu quart gol de la temporada, en una victòria per 4–3. No obstant això, a la tornada, el FC Utrecht va aconseguir revertir el desavantatge guanyant per 2-1, fet que va fer que l'equip contrari passés, gràcies a la regla dels gols fora de casa. Al final de la temporada 2017-18, va fer trenta-set aparicions i va marcar quatre vegades en totes les competicions.

### PSV
El 19 de juny de 2018, Dumfries va signar un contracte de quatre anys amb el PSV Eindhoven, mantenint-lo fins al 2023. La quota de traspàs va ser de 5,5 milions d'euros. Va arribar al club per substituir el duo de defensa que marxava, Joshua Brenet i Santiago Arias.

#### Temporada 2018-19
Dumfries va debutar al PSV Eindhoven, jugant en la posició de lateral dret contra el Feyenoord a la Johan Cruyff Shield i va jugar tot el partit durant 120 minuts, fins que el PSV Eindhoven va perdre 6–5 als penals. Va marcar en el seu debut a la lliga, marcant de cap, en un partit en què el club va guanyar 4-0 contra el FC Utrecht en el primer partit de la temporada. Després del partit, Dumfries va ser nomenat dins l'Equip de la Setmana tant per De Telegraaf com per Algemeen Dagblad. Va ajudar el PSV Eindhoven a començar bé la temporada, inclosa la classificació per a la fase de grups de la Lliga de Campions de la UEFA després de vèncer el Bate Borisov per 6-3 en el global i va veure el club amb una ratxa de victòries, que els va situar al capdavant de la taula a finals de mes. Dumfries va debutar a la UEFA Champions League contra el FC Barcelona el 18 de setembre de 2018 i va jugar tot el partit com a lateral dret, però el PSV Eindhoven va perdre 4-0. Va ajudar el PSV Eindhoven a mantenir cinc porteria a blanc en cinc partits de lliga entre el 15 de setembre de 2018 i el 20 d'octubre de 2018, inclosa una victòria per 3-0 sobre el seu rival, l'Ajax. Dumfries va marcar el seu segon gol amb el club contra el FC Groningen el 27 d'octubre de 2018, que va resultar ser un gol de la victòria, en una victòria per 2-1. Des de l'inici de la temporada 2018-19, immediatament es va establir al primer equip, jugant a la posició de lateral dret. Aleshores, Dumfries va marcar el seu tercer gol amb el PSV Eindhoven, marcant de cap, en una victòria per 4-0 contra l'Heracles Almelo el 15 de desembre de 2018. Després va ajudar el club a mantenir tres porteries en blanc en tres partits entre el 3 de març de 2019 i el 17 de març de 2019 per intentar mantenir la seva condició de candidat al títol. Dumfries va marcar dos gols en dos partits entre el 7 d'abril de 2019 i el 14 d'abril de 2019 contra SBV Vitesse i De Graafschap. Després d'això, va marcar el seu quart gol de la temporada, en una victòria per 3-1 contra l'ADO Den Haag. No obstant això, no va poder ajudar el PSV Eindhoven a defensar el títol de lliga després de lliurar-lo al seu rival, l'Ajax. Després d'haver jugat a tots els partits de lliga durant la seva primera temporada al club, Dumfries va fer quaranta-tres aparicions i va marcar quatre vegades en totes les competicions. Per la seva actuació, va ser nomenat dins l'Equip de l'any de la temporada 2018-19 de l'Eredivisie.

#### Temporada 2019-20
A l'inici de la temporada 2019-20, Dumfries va començar en la posició de lateral dret a la Johan Cruyff Shield contra el seu rival, l'Ajax, però el PSV Eindhoven va perdre 2-0. En el primer partit de la temporada, va marcar el seu primer gol de la temporada, marcant un gol d'empat de cap, en un empat 1-1 contra el FC Twente. Durant els partits del club a la classificació de la UEFA Europa League, Dumfries va ser titular quatre vegades i va ajudar el PSV Eindhoven a passar a la fase de grups després de vèncer l'FK Haugesund i l'Apollon Limassol. Després va marcar el seu tercer gol de la temporada, en una victòria per 3-1 contra el FC Groningen el 25 de setembre de 2019. Una setmana més tard, el 6 d'octubre de 2019 contra el VVV-Venlo, Dumfries va regalar un gol al seu company d'equip Steven Bergwijn, que a canvi li'n va regalar un altre, en un partit que el club va guanyar 4-1. Després de l'absència d'Ibrahim Afellay i Pablo Rosario, es va anunciar que el jugador seria nomenat nou capità del PSV Eindhoven. Va insinuar que havia d'assumir una capitania del club a principis de temporada. Dumfries va capitanejar el seu primer partit amb el PSV Eindhoven contra el seu antic club, l'SC Heerenveen el 24 de novembre de 2019 i va ajudar el club a guanyar 2-1. No obstant això, va ser suspès durant un partit per haver vist cinc targetes grogues, fet que li va fer perdre un partit contra el PEC Zwolle el 21 de desembre de 2019 i va estar sempre present en la posició de lateral dret des de l'inici de la temporada 2019-20 fins a la seva suspensió. Durant el procés, Dumfries va rebre crítiques pel seu rendiment, tant a nivell nacional com a internacional a la primera meitat de la temporada 2019-20, que va prometre millorar a la segona meitat de la temporada. Després de complir una sanció d'un partit, Dumfries va marcar al seu retorn, marcant un empat al final del minut, en un empat 1-1 contra el VVV-Venlo el 19 de gener de 2020. Després d'això, va tornar a marcar en un empat 1-1 contra el FC Twente. Dues setmanes més tard, el 8 de febrer de 2020, va marcar el seu setè gol de la temporada, en una victòria per 3-0 contra Willem II. Dumfries va marcar el seu vuitè gol de la temporada, en una victòria per 1-0 contra el FC Groningen el 8 de març de 2020, en el qual va resultar ser l'últim partit de la temporada i l'equip va quedar quart quan la temporada es va reduir a causa de la pandèmia de COVID-19. Quan es va suspendre la temporada, havia fet quaranta aparicions i va marcar vuit vegades en totes les competicions.

#### Temporada 2020-21
Abans de la temporada 2020-21, Dumfries va estar vinculat amb un possible trasllat a clubs de la Sèrie A, com ara la  Juventus FC i l'AC Milan. Tot i ponderar les seves opcions, va acabar quedant-se al PSV Eindhoven, fet que va portar el club a iniciar una nova negociació de contracte amb el jugador. A l'inici de la temporada 2020-21, Dumfries va continuar en el seu paper de capità al PSV Eindhoven després que Roger Schmidt el triés per sobre de Pablo Rosario. Va ajudar el club a començar bé la temporada en primer lloc en els cinc primers partits de lliga de la temporada i a arribar a la fase de grups de la Lliga Europa de la UEFA. Després de recuperar-se de la COVID-19, Dumfries va tornar a l'alineació titular contra el Willem II el 8 de novembre de 2020 i va marcar dos gols, en una victòria per 3-0. Després d'això, va continuar recuperant el seu lloc al primer equip, jugant en la posició de lateral dret, així com, conservant la capitania del PSV Eindhoven. Aleshores, Dumfries va marcar el seu primer gol de la temporada, en una victòria per 4-0 contra l'AC Omonia a la UEFA Europa League el 10 de desembre de 2020. Va fer la seva aparició número 100 amb el club, en una victòria per 2-1 contra el De Graafschap a la segona ronda de la Copa KNVB el 16 de desembre de 2020. Tres dies després, el 19 de desembre de 2020, Dumfries va marcar el seu tercer gol de la temporada, en una victòria per 4-1 contra el RKC Waalwijk. A finals de desembre, més tard va dir que el seu objectiu com a capità era ajudar el PSV Eindhoven a guanyar la lliga. Dumfries va marcar el seu tercer gol de la temporada, en una victòria per 2-0 contra el FC Volendam en els vuitens de final de la Copa KNVB el 19 de gener de 2021. Després d'haver jugat a la posició de lateral dret durant la major part de la temporada, va jugar a la posició de migcampista dret contra el Vitesse el 21 de febrer de 2021, a causa d'un canvi de rotació fet per Schmidt i el club va guanyar 3-1. Aleshores Dumfries va marcar el seu quart gol de la temporada, en una victòria per 3-0 contra l'Heracles Almelo el 4 d'abril de 2021. Després d'això, va ajudar el PSV Eindhoven a mantenir dues porteria en els dos següents partits per fer-ne tres consecutius. La seva suspensió contra l'SC Heerenveen el 2 de maig de 2021 va suposar l'empat 2-2 del club, cosa que va fer que perdessin les seves possibilitats de títol de lliga davant el seu rival, l'Ajax. Tot i patir lesions lleus en tres ocasions diferents al llarg de la temporada 2020-21, va fer quaranta-una aparicions i va marcar quatre vegades en totes les competicions.
Durant la temporada 2020-21, les negociacions del contracte van ser un punt de discussió sobre si Dumfries es quedaria al PSV Eindhoven. Al febrer, encara s'ha arribat a l'acord entre les dues parts. A l'abril de 2021, s'esperava que el jugador abandonés el club en el mercat d'estiu. Al llarg de la UEFA Euro 2020 amb actuacions impressionants, l'interès per fitxar el jugador va augmentar de clubs d'arreu d'Europa, amb l'interès de l'Everton FC el FC Bayern de Múnic i l'Inter de Milà.

### Inter de Milà

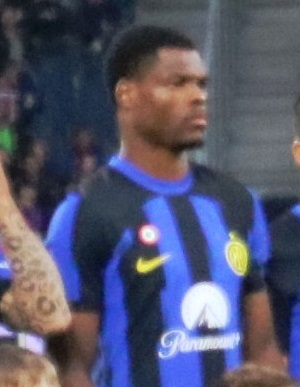
Denzel Dumfries en una alineació titular contra el Red Bull Salzburg el 9 d'agost de 2023.

Dumfries es va incorporar al campió de la Sèrie A, l'Inter de Milà, el 14 d'agost de 2021 per 12,5 milions d'euros, amb 2,5 milions més com a bonificació per al PSV Eindhoven. Els mitjans holandesos van informar que els seus antics clubs rebran compensacions com a part del trasllat. En entrar al club, li van regalar la samarreta número dos.
Dumfries va debutar amb l'Inter de Milà com a substitut de la segona part contra el Gènova el dia inaugural de la temporada 2021-22 de la Sèrie A, guanyant per 4-0.

#### Temporada 2023-24
Dumfries va començar la seva tercera temporada a l'Inter com a lateral dret de primera opció. Va marcar el seu primer gol de la temporada a la segona jornada, marcant el primer gol de l'Inter en una victòria fora de casa per 2-0 dels nerazzurri contra el Càller.

## Carrera internacional

### Aruba
Dumfries era elegible per representar Aruba a través del seu pare, Surinam a través de la seva mare, i el seu lloc de naixement, els Països Baixos. Mentre encara era a Barendrecht, Dumfries va rebre una convocatòria per jugar a l'equip nacional de futbol d'Aruba. Va debutar en un partit amistós el març de 2014 contra Guam, començant un partit, en un empat 2-2. Dumfries va marcar un gol contra el mateix rival en el seu segon enfrontament uns dies després.
Tanmateix, Dumfries va mantenir els seus desitjos de representar Holanda perquè creia que jugar als Oranje era el seu futur internacional. Durant el seu èxit a la UEFA Euro 2020, l'entrenador d'Aruba , Giovanni Franken, va explicar en una entrevista com la gent d'Aruba va criticar la decisió de Dumfries de rebutjar l'equip nacional, titllant-lo de "traïdor" en aquell moment.

### Selecció juvenil dels Països Baixos

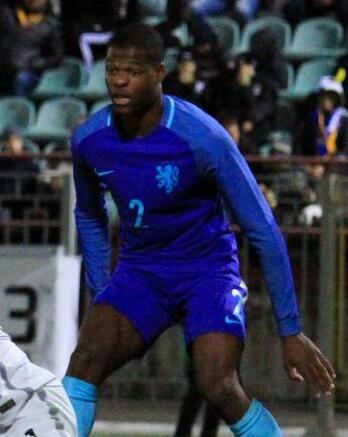
Dumfries amb els Països Baixos sub-21 el 2017

El març de 2016, Dumfries va ser convocat per primera vegada a l'equip sub-20 dels Països Baixos. Va debutar amb l'Oranje sub-20 el 24 de març de 2016 contra Portugal sub-20 i va començar tot el partit, ja que van empatar 1-1. Dumfries més tard va fer tres aparicions més a finals d'any.
El novembre de 2016, Dumfries va ser convocat per primera vegada a l'equip sub-21 dels Països Baixos. Va debutar amb l'Oranje sub-21, entrant com a substitut al minut 57, en un empat 1-1 contra Portugal sub-21 el 15 de novembre de 2016. Dumfries es va convertir en un lateral dret de primera opció dels Països Baixos sub-21, jugant cinc vegades el 2017, principalment per a la classificació per al Campionat d'Europa sub-21 de la UEFA. No obstant això, va continuar mantenint-se a l'onze titular de l'Oranje sub-21 entre març i setembre. Dumfries va jugar onze partits amb els Països Baixos sub-21.

### Països Baixos
Ronald Koeman va nomenar Dumfries a la selecció dels Països Baixos per primera vegada l'octubre de 2018. Va jugar el seu primer partit internacional contra Alemanya el 13 d'octubre de 2018, ja que la selecció Oranje va guanyar 3-0. Després del partit, Dumfries va reflexionar sobre el seu debut, dient: "En el camí del partit vaig tenir un moment: això és realment el que volia i en el qual ningú creia. En aquell moment estàs molt orgullós de tu mateix. Un moment fantàstic per a mi, he treballat molt per això". Tot i que va participar en una victòria per 2-0 contra França, Holanda es va classificar per a la Lliga A a la UEFA Nations League on es classificarien per a la final a quatre després d'empatar amb Alemanya l'últim dia del partit, derrotant França per rècords de cara a cara. Durant la victòria per 4-0 contra Bielorússia el 21 de març de 2019, Dumfries va començar en un partit de classificació europea i va jugar 68 minuts abans de ser substituït, a causa de patir una lesió a l'engonal. Però es va recuperar ràpidament i va participar en un partit contra Alemanya el 24 de març de 2019, ja que els Països Baixos van perdre 3-2.
El maig de 2019, Dumfries va ser convocat a la selecció dels Països Baixos per a les finals inaugurals de la UEFA Nations League. Va començar tot el partit contra Anglaterra a les semifinals el 6 de juny de 2019 i va ajudar l'Oranje a guanyar 3-1 per arribar a la final. Després del partit, el seu rendiment va ser elogiat per l'FC Update, dient: "Sense ell, els Països Baixos probablement haurien caigut 0-2 per darrere". Tanmateix, a la final contra Portugal tres dies després, el 9 de juny de 2019, Dumfries va començar tot el partit, ja que l'Oranje va perdre 1-0. Després del partit, la seva actuació va ser criticada per la seva mala exhibició durant tot el partit, una crítica que ell coneix, que la qualifica de "descuidada". Entre el 2018 i el 2019, Dumfries va lluitar pel seu lloc amb Holanda, competint en la posició de lateral dret amb Kenny Tete i Joël Veltman.
Després d'haver fet gairebé un any sense jugar a l'Oranje, Dumfries va fer les seves primeres aparicions amb els Països Baixos contra Itàlia el 7 de setembre de 2020, entrant com a substitut al minut 70, en una derrota per 1-0. En un partit de la UEFA Nations League contra Bòsnia i Hercegovina el 15 de novembre de 2020, va marcar dos gols per als Oranje, ja que van guanyar 3-1. El maig de 2021, Dumfries va ser nomenat a l'equip preliminar holandès de 34 homes per a l'Eurocopa 2020 el 14 de maig de 2021, i l'equip de 26 homes s'anunciaria el 26 de maig. El torneig que té lloc a l'estiu del 2021 a causa de l'ajornament de l'any anterior com a conseqüència del Coronavirus. Va ser inclòs a la plantilla final de 26 jugadors el 26 de maig. L'expert en futbol neerlandès James Rowe va dir a BBC Sport que abans de l'inici del torneig, la formació 5-3-2 preferida de De Boer li convindria a Dumfries i el lateral merodeador s'ha semblat més a un davanter dret de vegades. El 13 de juny de 2021, Dumfries va marcar el seu primer gol amb els Països Baixos, marcant el guanyador en una victòria per 3-2 sobre Ucraïna a la UEFA Euro 2020. Després del partit, FC Update va dir sobre la seva actuació: "Un taxi pot anar ràpid, però si no et deixa al teu destí, de poca utilitat. Amb la seva energia, Dumfries va estar genial a la primera part, però el final va ser espectacular. Va estar (in)directament implicat tant en el primer com en el segon gol d'Orange, tot i que abans no va rebre una assistència i, de fet, va estar molest, però encara en fora de joc amb el gol de cap. primer gol internacional!) encara era la nit de Dumfries". Va seguir amb un gol en el següent partit contra Àustria en una victòria per 2-0. Després d'haver ajudat els Països Baixos a classificar-se per a la fase eliminatòria, Dumfries va ser nomenat Millor Onze del torneig de la fase de grups. Els holandesos van ser eliminats als vuitens de final després d'una derrota per 2-0 contra la República Txeca el 27 de juny al Puskás Aréna de Budapest.
El novembre de 2022, va ser nomenat a l'equip final per a la Copa del Món de la FIFA 2022 a Qatar. El 3 de desembre, va marcar un gol i va oferir dues assistències en una victòria per 3-1 sobre els Estats Units als vuitens de final.
El 29 de maig de 2024, Dumfries va ser nomenat a la selecció dels Països Baixos per a la UEFA Euro 2024.

## Estil de joc
L'antic company d'equip Daniël Esajas va dir sobre Dumfries: "Per molt humil i gairebé tímid que pogués ser Denzel fora del camp, estava tan convençut de les seves qualitats futbolístiques. Mai no va dubtar que arribaria al cim absolut. Denzel tenia una qualitat que mancava a molts dels seus companys: un compromís inquebrantable. Però de vegades s'ho va portar massa lluny. Va voler donar-li la pilota ell mateix i després vaig poder donar la pilota a Denzel. Llavors hauria agafat la pilota del seu propi porter I allà va anar amb aquells grans passos, en una línia recta cap a l'altre costat, ni tan sols era súper alt, però era insuportable per a Boom Boom. Dumfries va dir sobre la seva posició: "Tot i així, crec que eliminar al rival és la tasca més important d'un lateral dret. Al cap i a la fi, estàs a la defensiva. Puc fer uns quants metres i m'agrada fer-ho. Forma part del meu joc. Amb l'entrenador personal Hans Kroon fem molt entrenament de força perquè cada dia ens fem més forts. Potser he d'actuar millor amb el temps, però cada cop tinc més temps. Puc utilitzar aquesta experiència, per exemple, per assegurar-me que mai no torni a tenir problemes de posició". A més, va afirmar: "Acostumaven a dir que tenia TDAH, però m'agrada donar gas, sempre vull fer-ho. Estava pensant-hi i vaig pensar: aquests són jocs bonics als quals jugo. Els vaig jugar l'any passat i no l'any anterior. Molt bonic. És addictiu actuar al màxim nivell".
Aleshores, l'entrenador Alex Pastoor va dir sobre Dumfries, dient: "Té moltes condicions per poder arribar al cim absolut. Només cal que mireu el seu físic. Si podeu pujar vuitanta vegades per mitja... Són coses que, en definitiva, cauen els clubs més grans del món". La seva actuació contra l'Ajax el 23 d'octubre de 2018 va fer que l'antic defensa Ben Wijnstekers comentava: "Crec que és genial. Dumfries va liderar la lluita i això era típic del PSV. Va ser increïblement agressiu en els duels, va mossegar el seu oponent i va seguir arribant. Té una condició enorme i de vegades era molt irritant per a l'Aja. Hex és massa irritant per al teu equip. temperat i, a causa del seu entusiasme, de tant en tant fa violacions innecessàries, ha de ser una mica més intel·ligent en això. El diari italià La Gazzetta dello Sport va comparar Dumfries amb la criptomoneda Bitcoin, escrivint: "Al principi ningú hi confia, però és millor que hi invertissis", cosa que va respondre rient a la roda de premsa. El reporter de De Telegraaf, John de Wolf, va comentar sobre Dumfries, dient: "Aquesta vegada Denzel Dumfries va jugar menys visiblement, no tan convincent com de costum. Això és possible una vegada. Vaig treballar amb Denzel a Jong Sparta i després vaig experimentar com a assistent com va arribar al primer d'Sparta. Això va ser fa quatre anys i quan veieu el que va poder fer en el temps tan impressionant, no es va poder aconseguir. que ho aconseguiria, però Denzel va destacar amb la seva potència de salt i velocitat. El vaig conèixer com un noi molt entusiasme, que tenia l'empenta i la passió absoluta per millorar-se.
Tant l'entrenador dels Països Baixos Koeman com l'entrenador del PSV Eindhoven Mark van Bommel van elogiar el desenvolupament de Dumfries durant la temporada 2018-19. No obstant això, va fer front a les crítiques per haver jugat la pilota en comptes de pressionar més endavant. Dumfries va respondre a les crítiques i va dir: "Llavors depèn de mi mantenir-me tranquil. Només faig el meu i no et tornis boig, per demostrar-me més. Fes tot el que pugui per defensar aquest gol. És bo que tregui la pilota fora de la línia". L'antic entrenador del PSV Eindhoven, Aad de Mos, creia que Dumfries tenia el potencial de formar part de l'equip nacional, tot i que pensava que Dumfries necessitava millorar les seves centrades. Dumfries va dir en una entrevista al lloc web del club que ha millorat els seus creus des de llavors. L'exjugador del PSV Eindhoven Kenneth Perez va descriure Dumfries com "algú que destaca pel seu equip".

## Vida personal
Dumfries té dos cosins, Jason i Jahfarr Wilnis, tots dos kickboxers. El setembre del 2020 va ser pare per primera vegada.
El maig de 2020, Dumfries es trobava entre diversos jugadors i membres del personal que van acceptar renunciar al sou d'un mes, a causa de la pandèmia de la COVID-19. El 25 d'octubre de 2020, Dumfries va donar positiu per COVID-19 enmig de la pandèmia als Països Baixos.
Dumfries s'ha pronunciat sobre el racisme, dient: "No m'agrada fer el paper de víctima, però aquests incidents arriben. Vull escoltar què impulsa algú, pensar que això és divertit. Estic molt obert sobre això. Vull iniciar una conversa així. Aquesta és l'única manera d'aprendre a entendre's. En un equip de futbol, les bromes formen part i la parcel·la, però sempre és vinculant i amb respecte a cadascú. altres, independentment de l'origen o la religió. Això és el que fa que un equip i això hauria de ser el cas de tota la societat".
Dumfries és un cristià devot, i afirma que resa juntament amb els seus companys d'equip holandesos abans de cada partit.

## Palmarès
Sparta Rotterdam
- Eerste Divisie: 2015–16

Inter de Milà
- Sèrie A: 2023–24[158]
- Copa d'Itàlia: 2021–22, 2022–23[159]
- Supercoppa Italiana: 2021, 2022,[160] 2023[161]

Individual
- Talent Eredivisie del mes: agost de 2017[162]
- Equip de l'any Eredivisie: 2018–19[70]